# 帛琉社區學院

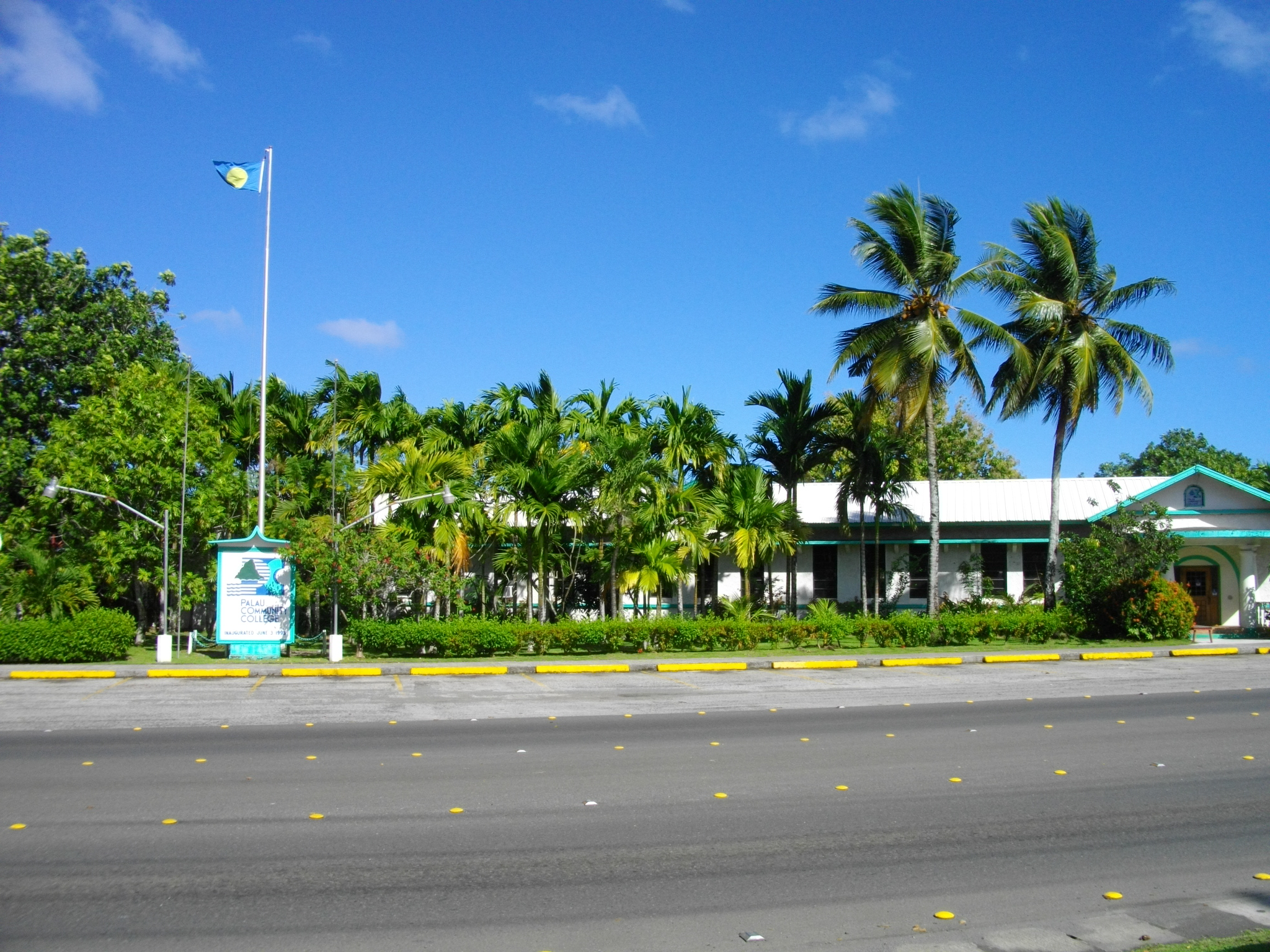
帛琉社區大學

帛琉社區學院（英語：Palau Community College）是帛琉的一所公共社區學院。它是全國唯一的高等教育機構。與西部學校和學院協會認可的一個獨立機構，並提供副學士學位和證書。 

## 歷史

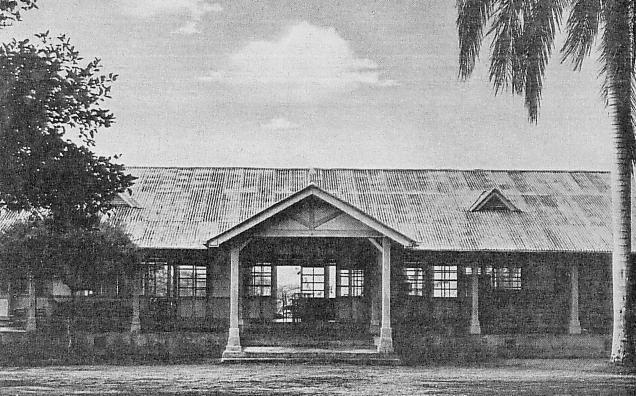
南洋廳立木工徒弟養成所

在帛琉被日本南洋廳統治期間，學校於1927年作為職業學校成立，稱為南洋廳立木工徒弟養成所。1980年代，美國國會指定位於密克羅尼西亞的大學為太平洋群島託管地並將土地授予學校。1993年3月19日，《帛琉高等教育法》將該校確定為獨立大學，並設有自己的理事會。1993年4月2日，正式成為帛琉社區大學。

## 外部連結
- 帛琉社區大學官方網站 （页面存档备份，存于）